# Pausania (pretendente)
Pausania (IV secolo a.C. – IV secolo a.C.) è stato un pretendente al trono del regno di Macedonia dopo la morte di Perdicca III. Egli è citato nel discorso Sopra un'ambasciata di Eschine pronunciato circa venti anni dopo il verificarsi dell'evento.

## Contesto
Aminta III con sua moglie Eurídice ebbe tre figli, i futuri re di Macedonia Alessandro II, Perdicca III e Filippo II, e una figlia, Eurinoe, e con un'altra moglie, Gigea, altri tre figli, Archelao, Aridao e Menelao.
Aminta III morì di vecchiaia, ma il suo successore Alessandro II fu assassinato a seguito di una cospirazione di sua madre Euridice, con il genero. Secondo Diodoro Siculo, il successore di Alessandro II fu suo cognato Tolomeo di Aloro che assassinò Alessandro nell'anno della 103ª Olimpíade.

## Invasione
Dopo la morte di Alessandro II, quando Perdicca e Filippo erano ancora bambini, Euridice, la vedova di Aminta, venne tradita da colui del quale si fidava.
Pausania, che era stato esiliato, tornò a capo di un esercito di greci e conquistò Anthemon, Therma, Strepsa e altre città, appoggiato da altri macedoni. Durante questa crisi gli ateniesi elessero Ificrate come generale e lo inviarono contro Anfipoli. Ificrate fu ricevuto da Euridice che gli mise Perdicca in braccio e Filippo sulle ginocchia dicendogli che Aminta lo considerava come un figlio e che egli poteva considerarsi fratello dei bambini e amico dei Macedoni Ificrate espulse Pausania dalla Macedonia e preservò la dinastia mettendo Tolomeo di Aloro come reggente.

## Rivale di Filippo II
All'inizio del regno di Filippo II, c'erano due pretendenti al trono, uno di loro, Pausania, era sostenuto dalla Tracia e l'altro Argeo, dall'Illiria. Alcuni storici ritengono che questo era lo stesso Pausania espulso da Ificrate. Filippo ottenne che il re della Tracia abbandonasse il supporto a Pausania in cambio di denaro.

## Analisi moderna
Walter Raleigh identifica questo pretendente come Pausania di Macedonia, figlio dell'usurpatore Aeropo, tutore e assassino di Oreste. Egli avrebbe avuto l'appoggio della Tracia mentre Argeo, suo fratello, era appoggiato dagli Illiri.